# Gromada Coronet
Gromada Coronet – młoda, stosunkowo luźna gromada otwarta, znajdująca się w gwiazdozbiorze Korony Południowej w odległości 420 lat świetlnych. Gromada ta ma 10 lat świetlnych średnicy. Wiele gwiazd należących do tej gromady ma zaledwie kilka milionów lat.
Gromada Coronet składa się z kilkudziesięciu rozproszonych gwiazd o różnej masie, będących na różnym etapie gwiezdnej ewolucji. Jest ona obiektem badań protogwiazd w różnym zakresie fal. Promieniowanie rentgenowskie emitowane przez młode gwiazdy gromady jest w głównej mierze spowodowane przez energię magnetyczną wytwarzaną w ich zewnętrznych atmosferach.